# Hana no Mahotsukai Mary Bell
Hana no Mahotsukai Mary Bell (яп. 花の魔法使いマリーベル хана но махо:цукай мари:бэру, «Цветочная волшебница Мэри Белл»), тж. Flower Witch Mary Bell или просто Mary Bell — четвёртый и последний аниме-сериал компании Ashi Productions в жанре «махо-сёдзё». Первые 15 серий помимо Японии транслировались с 1992 по 1993 год в Гонконге, Южной Корее, Китае, Тайване, Таиланде, США, Франции, Италии, Польше и многих арабских странах. На основе сериала было выпущено 2 учебных фильма и 2 полнометражных анимационных фильма. Аниме-сериал вышел на DVD 20 марта 2004 года. Каждый персонаж из данного аниме сериала имеет собственный музыкальный мотив и часто поёт.

## Сюжет
Мери Белл, похожая на пятилетнюю девочку, прибывает в мир людей из волшебного мира цветов. Использую магию цветов, она помогает людям и вдохновляет их.
История начинается, когда двое детей, Юри и Кэ, читают сказку о том, как Мери Белл нашла двух детей, потерявшихся в лесу и помогла им вернутся домой. Мальчики так любят читать истории про Мери Белл, что их родители назвали свой цветочный магазин в её честь. Дела в цветочном магазине идут плохо, и все очень переживают. Юри и Кэн загадывают желание, чтобы Мери Белл помогла им. Внезапно фея выпрыгивает из цветка. Она рассказывает, что узнала через их желание о бедственном положении магазина и пришла помочь.

## Персонажи
- Мери Белл (яп. マリーベル мари: бэру) — волшебница, прибывшая из волшебного мира цветов, Она выглядит как пятилетняя девочка, но на самом деле ей уже 500 тыс. лет. Она использует как обычную магию, так и магию цветов. У Мери очень много друзей среди фей, но она сама таковой не является. Её фирменная фраза — «Просто предоставьте всё Мерри Белл!» (яп. マリーベルにおまかせよ! мари: бэру ни омакасэ ё!). Роль озвучивает Тиэко Хонда.
- Тамбурин (яп. タンバリン тамбарин) — волшебный спутник Мери, ему так же 500 тыс. лет. Роль озвучивает Тика Сакамото.
- Юри (яп. ユーリ ю:ри) — человек, подруга Мери Белл, точный возраст неизвестен, предположительно 6-10 лет. Роль озвучивает Сатоми Короги.
- Кэн (яп. ケン кэн) — младший брат Юри, друг Мери. Ему примерно 5 лет. Роль озвучивает Ай Орикаса.
- Бабушка Роза (яп. ローズ ро:дзу) — добрая пожилая женщина, которая верит в фей. Она живёт одна с собакой по кличке Риббон по соседству с цветочным магазином «Мери Белл».
- Рэми (яп. レミ рэми) и Такуро (яп. タクロー такуро:) — мать и отец Юри и Кэна.
- Барт (яп. バート ба:то) — ещё один сосед цветочного магазина, сварливый и упрямый старик. Цветы ненавидит.
- Дзито (яп. ジート дзи:то) — племянница Барта, живёт в его доме. Ей примерно 12 лет и в детстве она встречала феё, которые помогали ей. Она рассказывала об этом друзьям, но они не верили. С тех пор она пытается доказать существование фей. В течение всей истории охотится на Мери и других фей.
- Вивиан (яп. ビビアン бибиан) — внучка Барта, живёт с ним. Ровесница Юри. Наотрез отказывается верить в фей, считает волшебство Мери фокусами.

## Список серий
| Эпизод | Заголовок                                                                               | Дата выпуска |
| ------ | --------------------------------------------------------------------------------------- | ------------ |
| 1      | Hi! I'm Mary Bell (こんにちは! 私マリーベル)                                            | 1992-02-03   |
| 2      | The Neighbor Hates Flowers (お隣さんは花嫌い)                                           | 1992-02-10   |
| 3      | Hello, Graffiti Paradise! (>らく書き天国こんにちは)                                     | 1992-02-17   |
| 4      | Ken Gets His Talent from Papa! (You Are Really My Son, Ken!) (やっぱりケンはパパの子だ) | 1992-02-24   |
| 5      | Tree of Memories in Sunny Bell (サニーベルの思い出の木)                                 | 1992-03-02   |
| 6      | Quarrel in the 500,000th Year (50万年目のケンカ)                                        | 1992-03-09   |
| 7      | I Love You, Julia! (大好き!ジュリア!)                                                   | 1992-03-16   |
| 8      | Fly High in the Sky, Peepchee! (はばたけピッチー大空へ)                                 | 1992-03-23   |
| 9      | Cherry Festival of Fairies (妖精たちの桜祭り)                                           | 1992-03-30   |
| 10     | Fairy Hunter Jito Arrives! (妖精ハンター·ジート登場!)                                   | 1992-04-06   |
| 11     | Audition for a TV Commercial (マリーベルのCMコンテスト)                                 | 1992-04-13   |
| 12     | Huge Happening in Flower House (>フラワーハウスの大事件)                                | 1992-04-20   |
| 13     | Where’s My Old Toy? (想い出のオモチャはど〜こ?)                                         | 1992-04-27   |
| 14     | Bongo’s Mother’s Day Gift (ボンゴの母の日プレゼント)                                    | 1992-05-04   |
| 15     | The Prince in Love with Yuuri (ユーリに恋した王子さま)                                  | 1992-05-11   |
| 16     | My Dad is a Game Producer (うちのパパはゲーム作家)                                      | 1992-05-18   |
| 17     | Jito’s Evil Plan (ジートのわるだくみ)                                                   | 1992-05-25   |
| 18     | Bongo & Tap’s Great Voyage!? (ボンゴとタップの大航海!?)                                 | 1992-06-01   |
| 19     | Camping is Fun! (Camp is Fun!) (キャンプは楽し!)                                        | 1992-06-08   |
| 20     | Friendship in the Unicycle Race (友情の一輪車レース)                                    | 1992-06-15   |
| 21     | Paula From the Starland (星の国から来たポーラ)                                          | 1992-06-22   |
| 22     | Ken’s First Errand (ケンの初めてのお使い)                                               | 1992-06-29   |
| 23     | Stray Mermaid Princess (迷子の迷子の人魚姫)                                             | 1992-07-06   |
| 24     | Jito Appears Yet Again (またまたジートがやってきた)                                     | 1992-07-13   |
| 25     | Yuuri and The Mischievous Dolphin (ユーリといたずらイルカ)                              | 1992-07-20   |
| 26     | Does the Phoenix Exist or Not? (いるかいないかフェニックス)                             | 1992-07-27   |
| 27     | Mary Bell Picture Book (マリーベルの絵本)                                               | 1992-08-03   |
| 28     | Vivian and Chacha, the Kitten (ビビアンと子猫のチャチャ)                                | 1992-08-10   |
| 29     | Old Clock in the Haunted Mansion (ゆうれい屋敷の古時計)                                 | 1992-08-17   |
| 30     | Vivian of the Lost Forest (迷いの森のビビアン)                                          | 1992-08-24   |
| 31     | The Pandemonium at the Flower Door (フラワードアで大混乱)                               | 1992-08-31   |
| 32     | Retrieve the Table Lamp (テーブルランプを取り返せ)                                      | 1992-09-07   |
| 33     | Maribell's Mother and Father (マリーベルのパパとママ)                                   | 1992-09-14   |
| 34     | The Snack Shop and the Suspicious Two (お菓子の家とおかしな二人)                        | 1992-09-21   |
| 35     | Ross-san became a Child (子供になったローズさん)                                        | 1992-09-28   |
| 36     | Maribell's Tour of the Moon (マリーベルの月世界旅行)                                    | 1992-10-05   |
| 37     | Ken and the Two-horned Unicorn (ケンと2本角のユニコーン)                                | 1992-10-12   |
| 38     | Tambourine has been Captured! (タンバリンがつかまった!)                                 | 1992-10-19   |
| 39     | Rescue Mission to save Tambourine! (タンバリン救出大作戦!)                              | 1992-10-26   |
| 40     | Search for the Cosmos Fairies (コスモスの妖精を捜して)                                  | 1992-11-02   |
| 41     | Do your Best! Love Cupid (がんばれ!愛のキューピット)                                    | 1992-11-09   |
| 42     | Vivian has been Kidnapped!? (誘拐されたビビアン!?)                                      | 1992-11-16   |
| 43     | A Wish on the Day that Snows (雪の降る日の願いごと)                                     | 1992-11-23   |
| 44     | Grass Panic (トゲトゲ草パニック)                                                        | 1992-11-30   |
| 45     | Maribell of the Mysterious Country (不思議の国のマリーベル)                             | 1992-12-07   |
| 46     | The Uproar of the Jiji-Bell Santa (ジジベルサンタの大騒動)                              | 1992-12-14   |
| 47     | Do your Best! Tambourine (がんばれ!タンバリン)                                          | 1992-12-21   |
| 48     | The Sunnyvale Incident (サニーベルの一大事)                                             | 1993-01-04   |
| 49     | Maribell and the Sacred Tree (マリーベルと聖なる樹)                                     | 1993-01-11   |
| 50     | A Dream to You (夢をあなたに)                                                           | 1993-01-18   |